# Unquillo
Unquillo – miasto w Argentynie, położone w środkowej części prowincji Córdoba.
Na obrzeżach miasta przebiega droga krajowa RP54 i E53.

## Demografia
.

## Atrakcje turystyczne
- Guido Buffo Chapel Museum[1] - muzeum,
- Reserva hídrica natural municipal Los Manantiales - Rezerwat przyrody.